# Numb (U2)
Numb è un singolo del gruppo musicale irlandese U2, il primo estratto dall'ottavo album in studio Zooropa e pubblicato il 26 giugno 1993.

## Descrizione
Il testo del brano elenca una serie di azioni da non fare. Numb è inoltre cantato dal chitarrista The Edge.

## Pubblicazione
Numb non viene pubblicato né su CD né su vinile, bensì venne messa in commercio un'edizione in videocassetta contenente il video.

## Video musicale
Il videoclip mostra The Edge in primo piano che cerca di cantare mentre viene disturbato in tutte le maniere possibili, sia dagli altri membri degli U2 sia da sconosciuti. Al termine del video compare il manager del gruppo, Paul McGuinness, che dice qualcosa al chitarrista convincendolo così a uscire di scena. Il videoclip è stato girato da Kevin Godley in un capannone sito nel quartiere berlinese di Spandau, nei giorni antecedenti al concerto che gli U2 avrebbero tenuto nella capitale tedesca il 15 giugno del 1993. Le riprese durarono tredici ore. Del videoclip venne realizzata una parodia da Weird Al Yankovic dal titolo Green Eggs and Ham.

## Tracce
1. Numb – 4:18
2. Numb (Video Remix) – 4:52
3. Love Is Blindness – 4:23

## Formazione
Gruppo
- The Edge – voce, chitarra elettrica, sintetizzatore
- Bono – seconda voce
- Adam Clayton – basso
- Larry Mullen – batteria, cori, percussioni

Altri musicisti
- Brian Eno - sintetizzatore

## Classifiche
| Classifica (1993)             | Posizione massima |
| ----------------------------- | ----------------- |
| Australia                     | 7                 |
| Canada                        | 9                 |
| Nuova Zelanda                 | 13                |
| Stati Uniti (alternative)     | 2                 |
| Stati Uniti (mainstream rock) | 18                |
| Stati Uniti (pop)             | 39                |